# Arthroleptis langeri
Arthroleptis langeri Rödel, Doumbia, Johnson & Hillers, 2009 è un anfibio anuro, appartenente alla famiglia degli Artroleptidi.

## Etimologia
L'epiteto specifico è stato assegnato in onore di Detlev Langer..

## Distribuzione e habitat
È endemica della Liberia. Si trova sul Monte Nimba. Probabile la sua presenza in Guinea e Costa d'Avorio sulla stessa montagna.